# Прапор Амвросіївського району
Пра́пор Амвро́сіївського райо́ну — офіційний символ Амвросіївського району Донецької області, затверджений 15 грудня 2003 року рішенням № 244 сесії Амвросіївської районної ради.

## Опис
Прапор являє собою прямокутне полотнище, що має співвідношення сторін 2:3 та складається з двох рівновеликих горизонтальних смуг червоного й зеленого кольорів. У центрі полотнища розміщено два жовтих бивня мамонта, верхній зображено перекинутим.